# 抚顺号驱逐舰
抚顺（舷号：102）是中国的07型驱逐舰，为前苏联愤怒级驱逐舰。

## 历史
1936年8月23日在尼古拉耶夫造船厂（代号一九八厂）开始建造大部件，原名“炽热”号（Ретивый，音译名“列奇威”号）。铁路运输到符拉迪沃斯托克达尔扎沃德造船厂(代号二〇二厂)，1938年8月20日铺设龙骨。1940年4月29日下水。1942年8月26日入役。更名为“坚决”号（Решительный，国内旧译“果敢”号，音译名“列什切内依”号）。1951年11月24日至1954年1月11日在海参崴的达尔扎沃德厂大修。
1954年10月13日驶抵青岛，同月24日被命名为“抚顺”舰（舷号102），25日正式服役。原舷号为201。1969年5月进行现代化改装，将鱼雷改装成两座双联装"上游"反舰导弹，成为导弹驱逐舰。1974年10月改舷号为102。1989年退役后被江苏江阴的一家拆船厂买去拆成废铁。